# Latanier
Taxons concernés
Dans la famille des Arecaceae :
- genre Bismarckia
- genre Latania
- genre Livistonamodifier

Latanier est le nom vernaculaire donné à certaines espèces de plantes de la famille des Arecacées.

## Liste des espèces appelées « latanier »
- Latanier balai - Coccothrinax barbadensis
- Latanier blanc - Bismarckia nobilis
- Latanier bleu - Latania loddigesii
- Latanier rouge - Latania lontaroides
- Latanier jaune - Latania verschaffeltii
- Latanier austral - Livistona australis
- Latanier de Chine - Livistona chinensis
- Latanier pleureur - Livistona decipiens